# Sharon Bajer
Sharon Bajer (* 20. Juni 1968 in Edmonton, Alberta) ist eine kanadische Schauspielerin.
Ihre Ausbildung zur Schauspielerin absolvierte Bajer in Vancouver in der Studio 58 Theater Schule. Nach ihrem Abschluss 1989 arbeitete sie zunächst an verschiedenen Theatern sowohl auf als auch hinter der Bühne, bevor sie nach Winnipeg zog.
Sie hat zwei Kinder, Ameena und George.

## Filmografie (Auswahl)
- 1997: Trucks – Out of Control (Trucks, Fernsehfilm)
- 2000: Hide and Seek (Cord)
- 2004: Darf ich bitten? (Shall We Dance?)
- 2020: Run – Du kannst ihr nicht entkommen (Run)